# Vent démocrate (Japon)
Vent démocrate (民主の風, Minsei-no-Kaze) fut un éphémère mouvement politique qui a existé du 9 mai au 5 juillet 1994. Fondé par de jeunes dissidents libéraux et réformistes du Nouveau parti du Japon (NPJ), ils ont ensuite rejoint le Nouveau Parti pionnier ou Nouveau Parti Sakigake (NPS).

## Fondation
Vent démocrate est créé le 9 mai 1994 par trois députés trentenaires (Seiji Maehara, Yukio Edano et Yūichi Takami) et un quinquagénaire (Satoshi Arai), dissidents du Nouveau parti du Japon (NPJ). Ce dernier avait été fondé en 1992 par de jeunes réformistes et des élus locaux, dont certains ayant milité auparavant au sein du Parti libéral-démocrate (PLD, grand parti de la droite japonaise qui a dominé la vie politique de sa création en 1955 jusqu'à 1993), réunis sur un programme résolument libéral tant sur le plan politique (avec la lutte contre la corruption, la diminution de la collusion supposée entre hommes politiques, hauts-fonctionnaires et industriels et le renforcement de la transparence des pratiques politiques) qu'économique (avec surtout la réduction du poids de l'État et de son administration par des privatisations, des dérégulations et une décentralisation). Ils ont quitté le NPJ pour protester contre sa direction, jugée trop proche du Shinseitō, lui-même fondé en 1993 par des dissidents du PLD adoptant un programme proche de celui de la révolution conservatrice incarnée dans les années 1980 par Ronald Reagan et Margaret Thatcher. Ils accusent en effet ce parti, et tout particulièrement son secrétaire général Ichirō Ozawa, d'avoir repris les vieilles pratiques opaques de l'ancien parti majoritaire et d'exercer une influence officieuse sur le gouvernement de la coalition anti-PLD, anti-communiste formée en 1993.

## Rapprochement d'avec le NPS
Vent démocrate se rapproche d'un autre petit groupe de jeunes parlementaires, eux aussi issus du NPJ, créé quelques jours avant lui (le 20 avril) pour les mêmes raisons : le « Groupe "nuage bleu" » (グループ青雲, Guruppu Aokumo) réunissant Fumihiko Igarashi, Sakihito Ozawa et Akio Nakajima. Ces deux petites formations se rapprochent du Nouveau Parti pionnier (dit aussi Nouveau parti Sakigake NPS), un autre mouvement né de dissidences du PLD en 1993, tout aussi critique vis-à-vis d'Ichirō Ozawa et assez proche idéologiquement (lui aussi libéral, voire social-libéral, et progressiste). Lorsque le gouvernement anti-PLD, anti-communiste chute le 30 juin 1994, le NPS rejoint la Grande Coalition formée entre le PLD et le Parti socialiste japonais (PSJ). Vent démocrate et le « Groupe "nuage bleu" » soutiennent ce changement, rejoignent à partir du 1er juillet un groupe parlementaire commun avec le NPS puis se fondent définitivement dans ce dernier le 5 juillet 1994.
Les quatre anciens membres de Vent démocrate vont participer à la création en 1996 du Parti démocrate du Japon (PDJ). Celui-ci, qui critique tout particulièrement la « bureaucratie » et le manque de transparence de la classe politique dirigeante, se pose comme une « troisième voie » sociale-libérale entre le « fondamentalisme de marché » incarné alors par le Shinshintō (fondé par les restes de la coalition anti-PLD, anti-communiste en 1994) d'Ichirō Ozawa ou l'aile réformiste du PLD, et l'« État construction » (version japonaise de l'État providence, visant à assurer le développement économique et social par une politique mêlant un certain protectionnisme commercial et une politique keynésienne de grands travaux en zone rurale) défendu par l'aile conservatrice traditionnelle du PLD mais aussi par le PSJ. Le PDJ devient le nouveau grand parti d'opposition au PLD à partir de 1998, incarnant le centre ou centre gauche de la vie politique japonaise, et arrive au pouvoir en 2009. Seiji Maehara et Yukio Edano incarne en son sein l'une des principales factions de l'aile droite du parti : le Comité Ryōun (凌雲会, Ryōunkai), qui réclame un rajeunissement des cadres dirigeants, un libéralisme économique, un certain pragmatisme en matière de réformisme social et surtout une politique étrangère et de défense plus active, basée sur un partenariat renforcé avec les États-Unis et une attitude ferme à l'égard des régimes autoritaires communistes de la région Asie-Pacifique que sont la République populaire de Chine ou la Corée du Nord.